# Caius Aquilius Gallus
Caius Aquilius Gallus (116 av. J.-C. ; 44 av. J.-C.) est un juriste romain.

## La carrière politique
Caius Aquilius Gallus fut préteur en 66 av. J.-C., en même temps que Cicéron, qui fut d'autre part son ami (Cicéron le décrit comme un ami et un collègue, collega et familiaris meus. Durant son activité de préteur, il introduisit dans le droit romain l'action de dol (actio de dolo), qui permettait à une personne s'étant fait escroquer par ruse de se retourner contre son escroc pour obtenir réparation. Néanmoins, après cette préture, il ne continua pas le cursus honorum et abandonna la carrière politique pour se consacrer entièrement et exclusivement à son activité de jurisconsulte.

## Son activité de jurisconsulte
Au cours de sa carrière de jurisconsulte, il refusa systématiquement de se détourner de l'étude des lois, et n'appliqua jamais ce droit aux faits en plaidant. On rapporte effectivement que lorsque quelqu'un lui demandait un conseil sur des faits, et non sur des problèmes juridiques, il répondait nihil hoc ad nos : ad Ciceronem (il n'y a là rien pour moi, mais pour Cicéron). Dans sa jeunesse, Caius Aquilius Gallus fut, tout comme Cicéron, un des disciples du juriste Quintus Mucius Scaevola, et lui-même eut de nombreux disciples, parmi lesquels Servius Sulpicius Rufus, qui fut un adversaire acharné de Quintus Mucius Scaevola.

## Allusions
Cicéron décrivit notamment Caius Aquilus Gallus dans un passage du Pro Quinctio, écrit en 81 av. J.-C. On trouve aussi certaines allusions aux habitudes de Caius Aquilius Gallus chez certains auteurs romains, mais de manière bien plus concise.